# Cristián Uribe
Cristián Rolando Uribe Lara (Concepción, 1º agosto 1976) è un ex calciatore cileno, di ruolo centrocampista.

## Carriera

### Nazionale
Ha partecipato ai Mondiali Under-20 del 1995.